# Danny Glover
Daniel Lebern Glover (San Francisco, 22 luglio 1946) è un attore e attivista statunitense.

## Biografia
Nacque in una modesta famiglia, primo di cinque fratelli, in cui i genitori, Carrie Hunley e James Glover, entrambi impiegati delle poste, usufruivano dei sovvenzionamenti dell'assistenza sociale. Sofferente di dislessia, nell'età adolescenziale abbandonò la carriera di giocatore di football americano a causa dell'insorgere di crisi epilettiche. Nel 1965 si iscrisse all'Università di San Francisco, partecipando attivamente al movimento delle Pantere Nere e trasferendosi negli anni successivi in una comune, come hippy.
Nel 1975, affascinato dalla recitazione, seguì corsi di recitazione appositamente creati da e per persone di colore, il Black Actors' Workshop, trasferendosi poi a Los Angeles in cerca di scritture. Iniziò la sua carriera calcando i palcoscenici di teatri Off-Broadway, passando in seguito ad alcune apparizioni di secondo piano in diverse fiction statunitensi.
Nel 1979 esordì nel cinema con la partecipazione a Fuga da Alcatraz in una breve scena proprio con il protagonista Clint Eastwood, ma è il 1985 che gli riserverà i primi successi internazionali di critica e pubblico, in Silverado e in Il colore viola. La sua figura rimane legata alla partecipazione a quattro film della serie Arma letale nel ruolo del sergente di polizia Roger Murtaugh. Nel 1990 ha interpretato il tenente Mike Harrigan, il protagonista del film horror fantascientifico Predator 2, diretto da Stephen Hopkins. Nel 1998 ha partecipato al film Beloved.

## Vita privata
È impegnato nella lotta per la difesa delle minoranze etniche negli Stati Uniti. È stato un grande amico del cantante Michael Jackson, e ha partecipato al video Liberian Girl insieme ad altri comuni amici e attori di Hollywood. È impegnato in prima persona per la causa dei cinque cubani imprigionati nelle carceri statunitensi; nel 2010 ha visitato nel carcere di Victorville il cubano Gerardo Hernández Nordelo.
Nel 1975 ha sposato l'autrice Asake Bomani, da cui ha avuto una figlia, Mandisa, nata nel 1976. Glover e la Bomani divorziarono nel 2000. Nel 2009, dopo sei anni di fidanzamento, ha sposato l'insegnante Eliane Cavalleiro.

## Filmografia

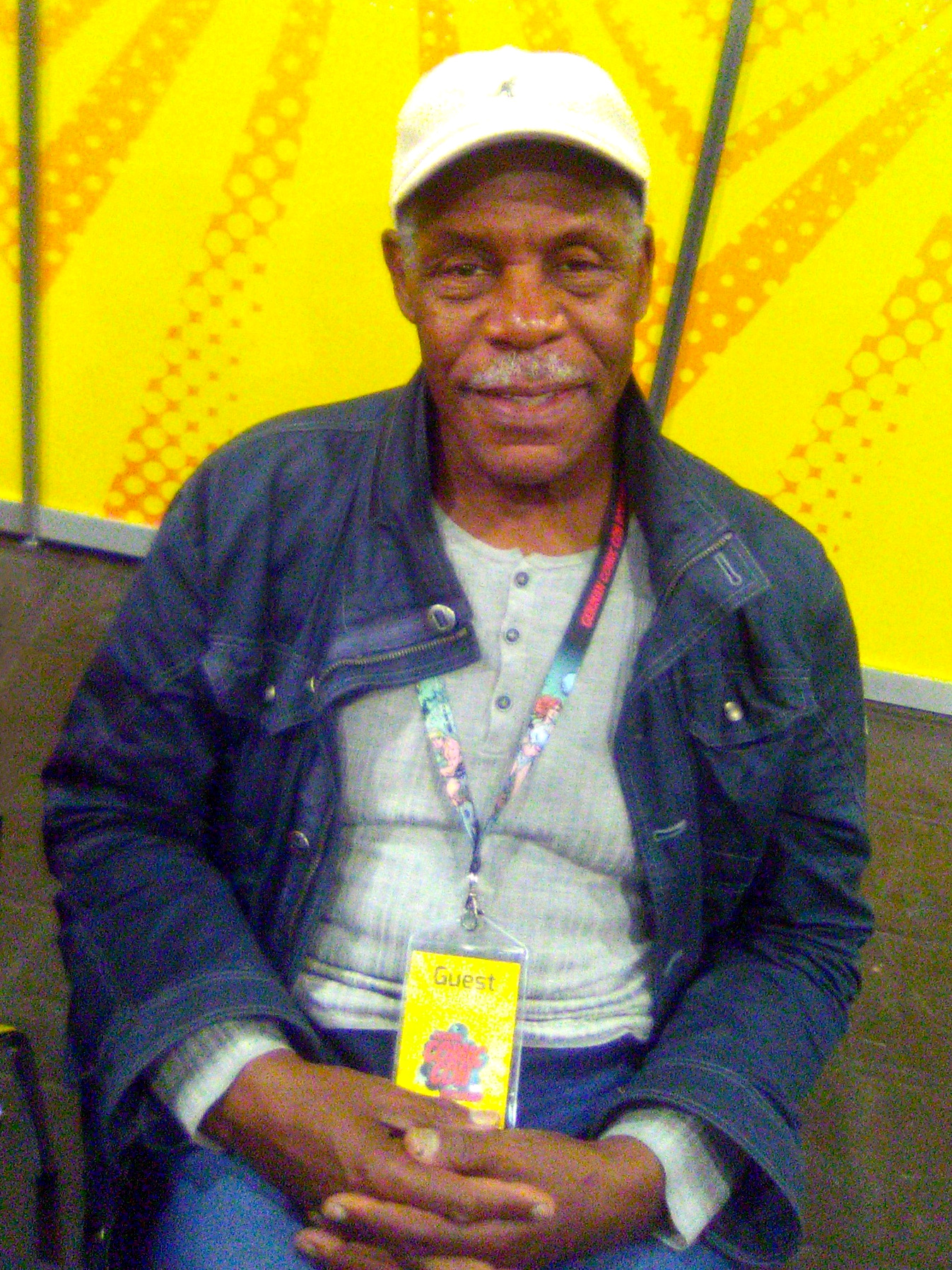
Danny Glover nel 2016

### Attore

#### Cinema
- Fuga da Alcatraz (Escape from Alcatraz), regia di Don Siegel (1979)
- L'uomo dei ghiacci (Iceman), regia di Fred Schepisi (1984)
- Le stagioni del cuore (Places in the Heart), regia di Robert Benton (1984)
- Witness - Il testimone (Witness), regia di Peter Weir (1985)
- Silverado, regia di Lawrence Kasdan (1985)
- Il colore viola (The Color Purple), regia di Steven Spielberg (1985)
- Arma letale (Lethal Weapon), regia di Richard Donner (1987)
- Bat*21, regia di Peter Markle (1988)
- Arma letale 2 (Lethal Weapon 2), regia di Richard Donner (1989)
- To Sleep with Anger, regia di Charles Burnett (1990)
- Predator 2, regia di Stephen Hopkins (1990)
- L'ultimo attacco (Flight of the Intruder), regia di John Milius (1991)
- Rabbia ad Harlem (A Rage in Harlem), regia di Bill Duke (1991)
- È tutta fortuna (Pure Luck), regia di Nadia Tass (1991)
- Grand Canyon - Il cuore della città (Grand Canyon), regia di Lawrence Kasdan (1991)
- Arma letale 3 (Lethal Weapon 3), regia di Richard Donner (1992)
- Fort Washington - Vita da cani (The Saint of Fort Washington), regia di Tim Hunter (1993)
- Bopha!, regia di Morgan Freeman (1993)
- Angels (Angels in the Outfield), regia di William Dear (1994)
- Maverick, regia di Richard Donner (1994) – cameo
- Quando gli elefanti volavano (Operation Dumbo Drop), regia di Simon Wincher (1995)
- Chi pesca trova (Gone Fishin), regia di Christopher Cain (1997)
- Linea di sangue (Switchback), regia di Jeb Stuart (1997)
- L'uomo della pioggia - The Rainmaker (The Rainmaker), regia di Francis Ford Coppola (1997)
- Arma letale 4 (Lethal Weapon 4), regia di Richard Donner (1998)
- Benvenuta in Paradiso (How Stella Got Her Groove Back), regia di Kevin Rodney Sullivan (1998)
- Beloved, regia di Jonathan Demme (1998)
- The Monster (1999)
- Bàttu, regia di Cheick Oumar Sissoko (2000)
- Boesman and Lena, regia di John Berry (2000)
- 3 A.M. - Omicidi nella notte (3 A.M.), regia di Lee Davis (2001)
- I Tenenbaum (The Royal Tenenbaums), regia di Wes Anderson (2001)
- Saw - L'enigmista (Saw), regia di James Wan (2004)
- The Cookout, regia di Lance Rivera (2004)
- P.N.O.K., regia di Carolyn McDonald (2005)
- Manderlay, regia di Lars von Trier (2005)
- Missing in America, regia di Gabrielle Savage Dockterman (2005)
- Shaggy Dog - Papà che abbaia... non morde (The Shaggy Dog), regia di Brian Robbins (2006)
- Bamako, regia di Abderrahmane Sissako (2006)
- Dreamgirls, regia di Bill Condon (2006)
- Shooter, regia di Antoine Fuqua (2007)
- Be Kind Rewind - Gli acchiappafilm (Be Kind Rewind), regia di Michel Gondry (2008)
- Blindness - Cecità (Blindness), regia di Fernando Meirelles (2008)
- 2012, regia di Roland Emmerich (2009)
- Il funerale è servito (Death at a Funeral), regia di Neil LaBute (2010)
- För kärleken, regia di Osmond Karim (2010)
- Second Line, regia di Danny Glover – cortometraggio (2010)
- Legendary, regia di Mel Damski (2010)
- Five Minarets in New York, regia di Mahsun Kirmizigül (2010)
- I Want to Be a Soldier, regia di Christian Molina (2010)
- Age of the Dragons, regia di Ryan Little (2011)
- Donovan's Echo, regia di Jim Cliffe (2011)
- Heart of Blackness, regia di Isabelle Boni-Claverie (2011)
- Mysteria, regia di Lucius C. Kuert (2011)
- Playing Doctor, regia di Eric Dyson – cortometraggio (2011)
- Son of Morning, regia di Yaniv Raz (2011)
- Vento di Sicilia, regia di Carlo Fusco (2012)
- Bouquet - Il profumo della vita, regia di Anne Wheeler (2013)
- Space Warriors, regia di Sean McNamara (2013)
- Muhammad Ali's Greatest Fight, regia di Stephen Frears (2013)
- Il cammino dei ricordi, regia di M. Jean (2013)
- Chasing Shakespeare, regia di Norry Niven (2013)
- Giustizieri da strapazzo - Bad Asses (Bad Asses), regia di Craig Moss (2014)
- Tokarev, regia di Paco Cabezas (2014)
- 2047 - Sights of Death, regia di Alessandro Capone (2014)
- Supremacy - La razza eletta (Supremacy) , regia di Deon Taylor (2014)
- Beyond the Lights - Trova la tua voce (Beyond the Lights), regia di Gina Prince-Bythewood (2014)
- Andròn: The Black Labyrinth (Andron), regia di Francesco Cinquemani (2015)
- Diablo, regia di Lawrence Roeck (2015)
- Bad Asses - Giustizieri da strapazzo in Louisiana (Bad Asses on the Bayou), regia di Craig Moss (2015)
- Consumed, regia di Daryl Wein (2015)
- Gridlocked, regia di Allan Ungar (2015)
- Andròn: The Black Labyrinth (Andron), regia di Francesco Cinquemani (2015)
- Complete Unknown - Cambio d'identità (Complete Unknown), regia di Joshua Marston (2016)
- Nonno scatenato (Dirty Grandpa), regia di Dan Mazer (2016)
- Monster Trucks, regia di Chris Wedge (2016)
- Mr. Pig, regia di Diego Luna (2016)
- Almost Christmas - Vacanze in famiglia (Almost Christmas), regia di David E. Talbert (2016)
- Extortion, regia di Phil Volken (2017)
- Quel lungo viaggio di Natale (The Christmas Train), regia di Ron Oliver (2017)
- Death Race 4 - Anarchia (Death Race 4:Beyond Anarchy), regia di Don Michael Paul (2018)
- Proud Mary, regia di Babak Najafi (2018)
- Domenica (Come Sunday), regia di Joshua Marston (2018)
- Sorry to Bother You, regia di Boots Riley (2018)
- Old Man & the Gun (The Old Man & the Gun), regia di David Lowery (2018)
- Ulysses: A Dark Odyssey, regia di Federico Alotto (2018)
- Christmas Break-In, regia di Micheal Kampa (2018)
- The Last Black Man in San Francisco, regia di Joe Talbot (2019)
- I morti non muoiono (The Dead Don't Die), regia di Jim Jarmusch (2019)
- Jumanji: The Next Level, regia di Jake Kasdan (2019)
- The Drummer, regia di Eric Werthman (2021)
- Press Play - La musica della nostra vita (Press Play), regia di Greg Björkman (2022)
- Double Soul, regia di Valerio Esposito (2023)

#### Televisione
- Hill Street giorno e notte (Hill Street Blues) – serie TV, 4 episodi (1981)
- Ralph supermaxieroe (The Greatest American Hero) – serie TV, 1 episodio L'incendiario (1981)
- Chiefs – miniserie TV (1983)
- Colomba solitaria (Lonesome Dove) – miniserie TV (1989)
- Queen – miniserie TV (1993)
- Fallen Angels – serie TV, episodio 2x08 (1995)
- America's Dream – film TV (1996)
- Good Fences, regia di Ernest Dickerson – film TV (2003)
- La leggenda di Earthsea (Earthsea) – miniserie TV (2004)
- E.R. - Medici in prima linea (ER) – serie TV, 4 episodi (2005)
- Brothers & Sisters - Segreti di famiglia (Brothers & Sisters) – serie TV, 6 episodi (2007-2008)
- Nite Tales: The Series – serie TV, 1 episodio (2009)
- My Name Is Earl – serie TV, episodio 4x19 (2009)
- Human Target – serie TV, episodio 1x01 (2010)
- Leverage - Consulenze illegali (Leverage) – serie TV, episodio 4x04 (2011)
- Psych – serie TV, episodio 6x05 (2011)
- Touch – serie TV, 6 episodi (2012)
- Criminal Minds – serie TV, episodio 11x16 (2016)
- Tour de Pharmacy, regia di Jake Szymanski – film TV (2017)
- Black-ish – serie TV, episodio 7x06 (2020)
- I terribili Nove (The Naughty Nine), regia di Alberto Belli – film TV (2023)

### Doppiatore
- Capitan Planet e i Planeteers, un episodio (1991)
- The Talking Eggs (1992)
- Z la formica (1998)
- Il principe d'Egitto (1998)
- Le avventure di Brer - Un coniglietto tutto pepe (2006)
- Barnyard - Il cortile (2006)
- Battaglia per la Terra 3D (Battle for Terra) (2007)
- Barnyard - Ritorno al cortile (Back at the Barnyard) (2008)
- Alpha and Omega (2010)
- American Dad! (2013)
- Crime Boss: Rockay City - videogioco (2023)

### Produttore
- Səpələnmiş ölümlər arasında, regia di Hilal Baydarov (2020) - produttore esecutivo

## Riconoscimenti
- Premio Oscar
  - 2022 – Premio umanitario Jean Hersholt

## Doppiatori italiani
Nelle versioni in italiano dei suoi film Danny Glover è stato doppiato da:
- Angelo Nicotra in Le stagioni del cuore, Silverado, Angels, Quando gli elefanti volavano, Chi pesca trova, Saw - L'enigmista, Criminal Minds, Blindness - Cecità, Leverage - Consulenze illegali, Tokarev, Gridlocked, Almost Christmas - Vacanze in famiglia, Domenica, Sorry to Bother You, Old Man & the Gun, I morti non muoiono
- Glauco Onorato in Arma letale, Arma letale 2, Grand Canyon - Il cuore della città, Arma letale 3, Arma letale 4, 3 A.M. - Omicidi nella notte, La leggenda di Earthsea, The Exonerated - Colpevole fino a prova contraria, Dreamgirls, Shooter
- Vittorio Di Prima in E.R. - Medici in prima linea (ep. 12x02, 12x05, 12x06), America's Dream, Il funerale è servito, Age of the Dragons, 2047 - Sights of Death
- Michele Gammino in È tutta fortuna, 2012, Extortion, Press Play - La musica della nostra vita, I terribili Nove
- Paolo Buglioni in Bat*21, Predator 2, Rabbia ad Harlem
- Renzo Stacchi in Shaggy Dog - Papà che abbaia... non morde, Be Kind Rewind - Gli acchiappafilm, Jumanji: The Next Level
- Elio Zamuto in Touch, Nonno scatenato, Proud Mary
- Ugo Maria Morosi ne I Tenenbaum, Space Warriors, Il cammino dei ricordi
- Gianni Musy in Manderlay, I Want to Be a Soldier
- Claudio Fattoretto in Colomba solitaria, Human Target
- Massimo Corvo in Missing in America, Beyond the Lights - Trova la tua voce
- Pietro Biondi in Psych, Monster Trucks
- Raffaele Uzzi in Witness - Il testimone
- Osvaldo Ruggieri ne Il colore viola
- Alarico Salaroli in L'ultimo attacco
- Emilio Cappuccio in Bopha!
- Gaetano Varcasia in Maverick
- Pierluigi Astore E.R. - Medici in prima linea (ep. 11x22)
- Franco Zucca in Linea di sangue
- Maurizio Mattioli in L'uomo della pioggia - The Rainmaker
- Oreste Rizzini in Beloved
- Bruno Alessandro in My Name is Earl
- Alessandro Rossi in Brothers & Sisters - Segreti di famiglia
- Dario Oppido in Legendary
- Giovanni Petrucci in Bouquet - Il profumo della vita
- Stefano Mondini in Muhammad Ali's Greatest Fight
- Maurizio Scattorin in Giustizieri da strapazzo - Bad Asses
- Marco Balbi in Bad Asses - Giustizieri da strapazzo in Louisiana
- Ugo Pagliai in Ulysses: A Dark Odyssey
- Gerolamo Alchieri in Double Soul

Da doppiatore è sostituito da:
- Maurizio Mattioli in Z la formica, Il principe d'Egitto
- Dario Penne in Barnyard - Il cortile
- Roberto Draghetti in Battaglia per la Terra 3D
- Alessandro Rossi in Alpha and Omega